# Чернігівська писанка
Чернігівська писанка — це яйце, яке має розпис характерний чернігівському регіону та пишеться за допомогою фарби або воску.

## Загальні відомості
Раніше перетворювати звичайне яйце на гарну писанку вміла кожна слов'янська жінка. Але в різних містах та селах писанки мали свої особливості кольорів та орнаменту.
Через століття, традиція створювати писанки зберегла свою самобутність. способи розпису писанок, їх символіка і кольорова гама розрізняються не тільки в різних країнах, але і регіонах та містах.
За словами чернігівської майстрині Наталії Дубини:-На Чернігівщині писанка характеризується лаконічністю кольорів і орнаментів,-розповідає вона-
У нас земля сувора, люди-трударі. Так само, як вишивка Чернігівщини двоколірна, так і писанка — переважно у двох кольорах. Яйця розписувалися воском. Як барвники використовували відвар із лушпиння цибулі, а іноді — відвар із кори дуба, що давав жовтий колір, і зеленку. Найдавніші орнаменти: огірочки, вітряки, ружа, сосонка, маківка, бджілка, безконечник, зірка, грабельки.

## Особливості кольорів
В Чернігові надають перевагу білим, червоним та чорним кольорам. Писанки зазвичай мають ніжний солярний або рослинний орнамент.
Дуже рідко тут можна зустріти геометричні мотиви . Найбільш розповсюджені символи: хмелики, польові квіти, ружі. Іноді для основного орнаменту замість фону зображають безконечники або хвилясті лінії.

## Історичні відомості
Відомі писанки з кераміки були знайдені під час археологічних розкопок влітку 1983 року біля села Липове талалаївського району Чернігівської області.
Ще одна писанка була віднайдена науковим співробітником відділу археології Чернігівського історичного музею ім. В. В. Тарновського О. В. Шекуном під час обстеження давньоруського поселення Ріпкинського району. Влітку 1987 року працівники того самого відділу археології під керівництвом А. Л. Казакова на території стародавнього Передгороддя (Біля середньої чернігівської школи № 1) також знайшли керамічну писанку з глиняною кулькою всередині.